# 北海道道664号モアショロ原野螺湾足寄停車場線
北海道道664号モアショロ原野螺湾足寄停車場線（ほっかいどうどう664ごう モアショロげんやらわんあしょろていしゃじょうせん）は、北海道足寄郡足寄町内を結ぶ一般道道である。

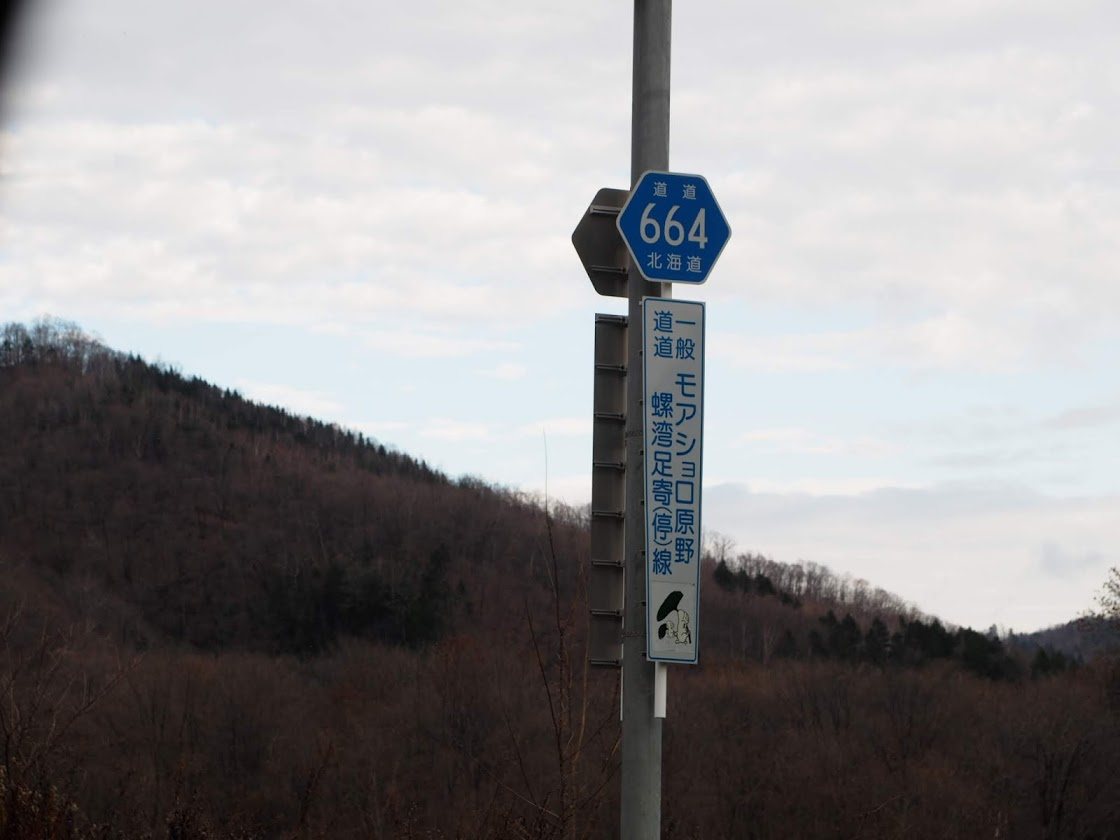
北海道道664号モアショロ原野螺湾足寄停車場線

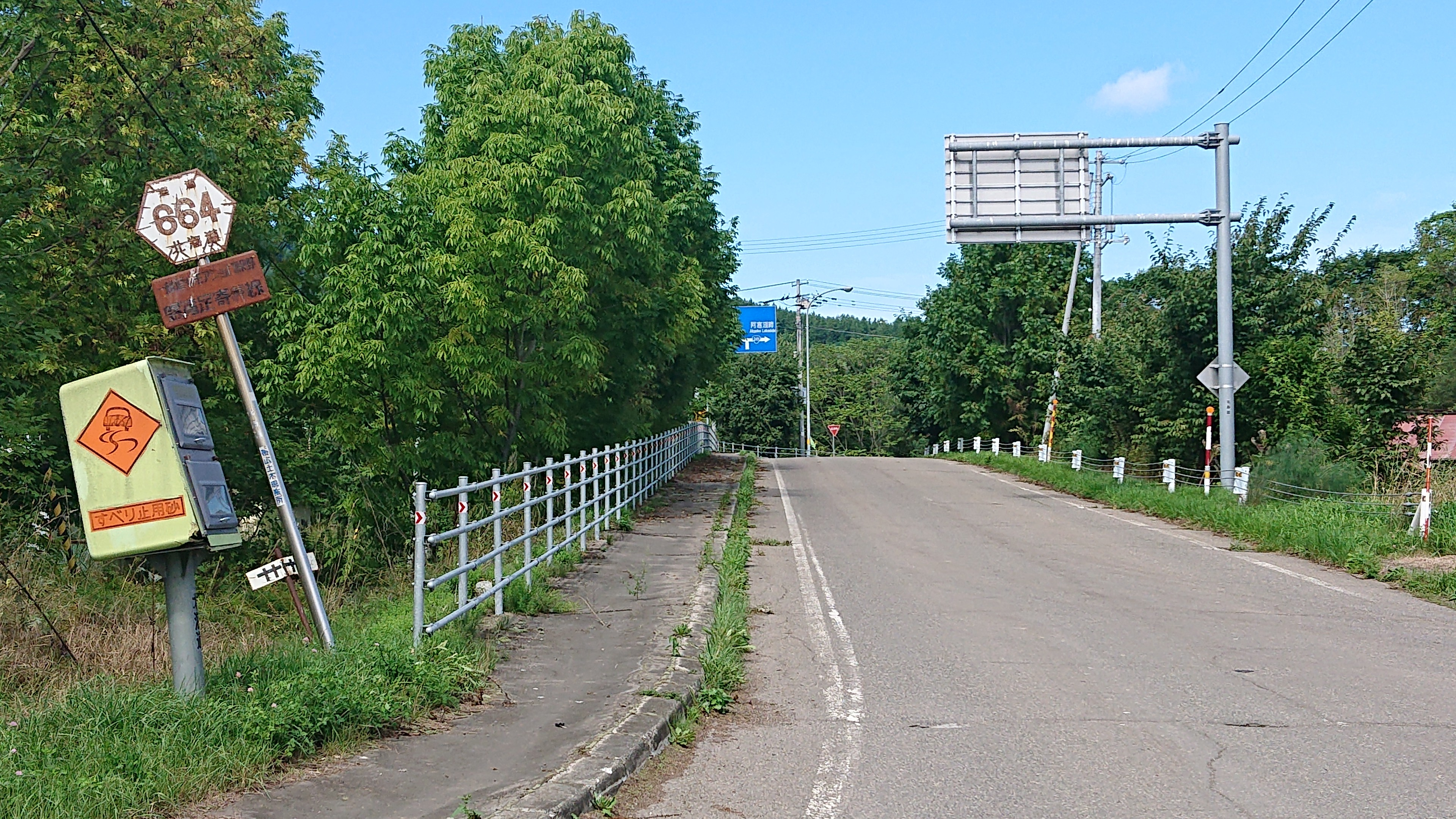
北海道道664号モアショロ原野螺湾足寄停車場線（足寄町螺湾本町）

## 概要

### 路線データ
- 起点：北海道足寄郡足寄町上螺湾
- 終点：北海道足寄郡足寄町北1条西1丁目（旧北海道ちほく高原鉄道 足寄駅跡）
- 総延長：39.163 km
- 実延長：26.5 km[1]
- 重用延長：15.725 km

### 道路管理者
- 十勝総合振興局 帯広建設管理部 足寄出張所

## 歴史
- 1969年（昭和44年）6月18日 - 路線認定[2]。
- 2006年（平成18年）4月21日 - ふるさと銀河線の廃線に伴い、足寄駅は廃駅となる。
- 2016年（平成28年）3月 - 雌阿寒岳噴火時の避難路として位置づけられたことを受け、町道雌阿寒オンネトー線が本道道の一部となり[3]、北海道道949号オンネトー線と接続する[4]。

雌阿寒岳噴火時のオンネトー周辺からの避難路に位置付けられており、阿寒摩周国立公園内で自然環境に配慮した道路整備を行うため、平成29年度から学識者の参画による懇談会が設置されている。

## 路線状況

### 重複区間
- 国道241号（足寄町螺湾本町 - 足寄町北1条西1丁目〔終点〕）

### 道路施設

#### 常設型ゲート
- ポンネップ沢ゲート（足寄町上螺湾259）
- 徳草橋ゲート（足寄町上螺湾237）

#### 道の駅
- 道の駅あしょろ銀河ホール21（足寄駅跡）

## 地理

### 通過する自治体
- 十勝総合振興局
  - 足寄郡足寄町

### 交差する道路
足寄町
- 北海道道949号オンネトー線 - 上螺湾（起点）
- 北海道道143号北見白糠線 - 上螺湾
- 国道241号 - 螺湾本町、北1条西1丁目（終点）（重複）
- 国道242号 - 北1条西1丁目（終点）
- 北海道道663号植坂足寄停車場線 - 北1条西1丁目（終点）